# چرنیهیف
چرنیهیف (به اوکراینی: Чернігів) شهری که به روسی «چرنیگوف» نامیده می‌شود، در استان چرنیهیف در کشور اوکراین واقع شده‌است. جمعیت این شهر ۲۸۵,۲۳۴ نفر (۲۰۲۱ تخمینی)است.

## شهرهای خواهرخوانده
- بریانسک، استان بریانسک، روسیه
- میتیشچی، استان مسکو، روسیه
- گومل، بلاروس
- ممینگن، بایرن، آلمان
- تارنوبزک، لهستان[۲]
- پتخ تیکوا، اسرائیل
- گابرووو، بلغارستان
- هرادتس کرالووه، جمهوری چک
- اوگره، لتونی
- پریلپ، مقدونیه

## نگارخانه

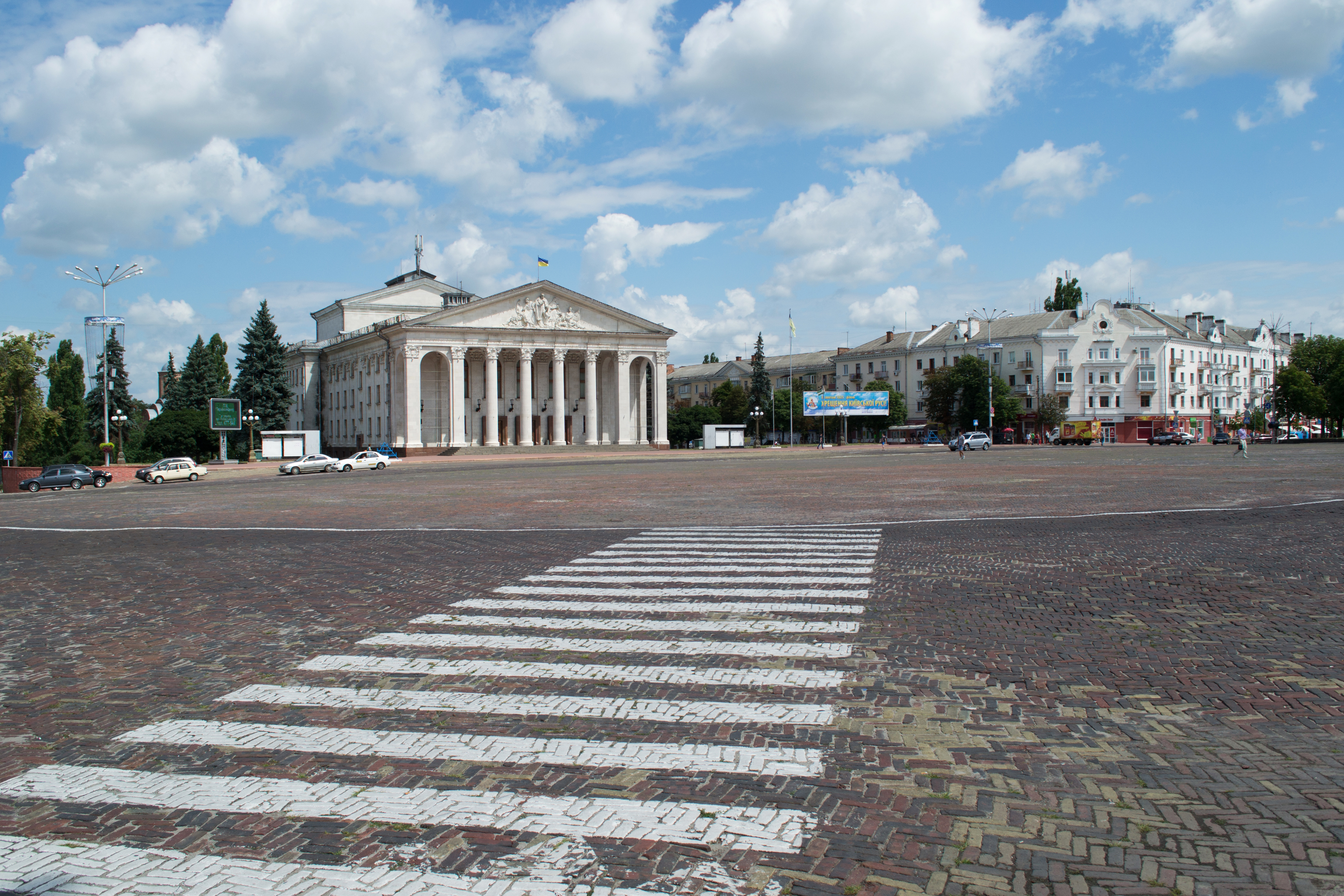
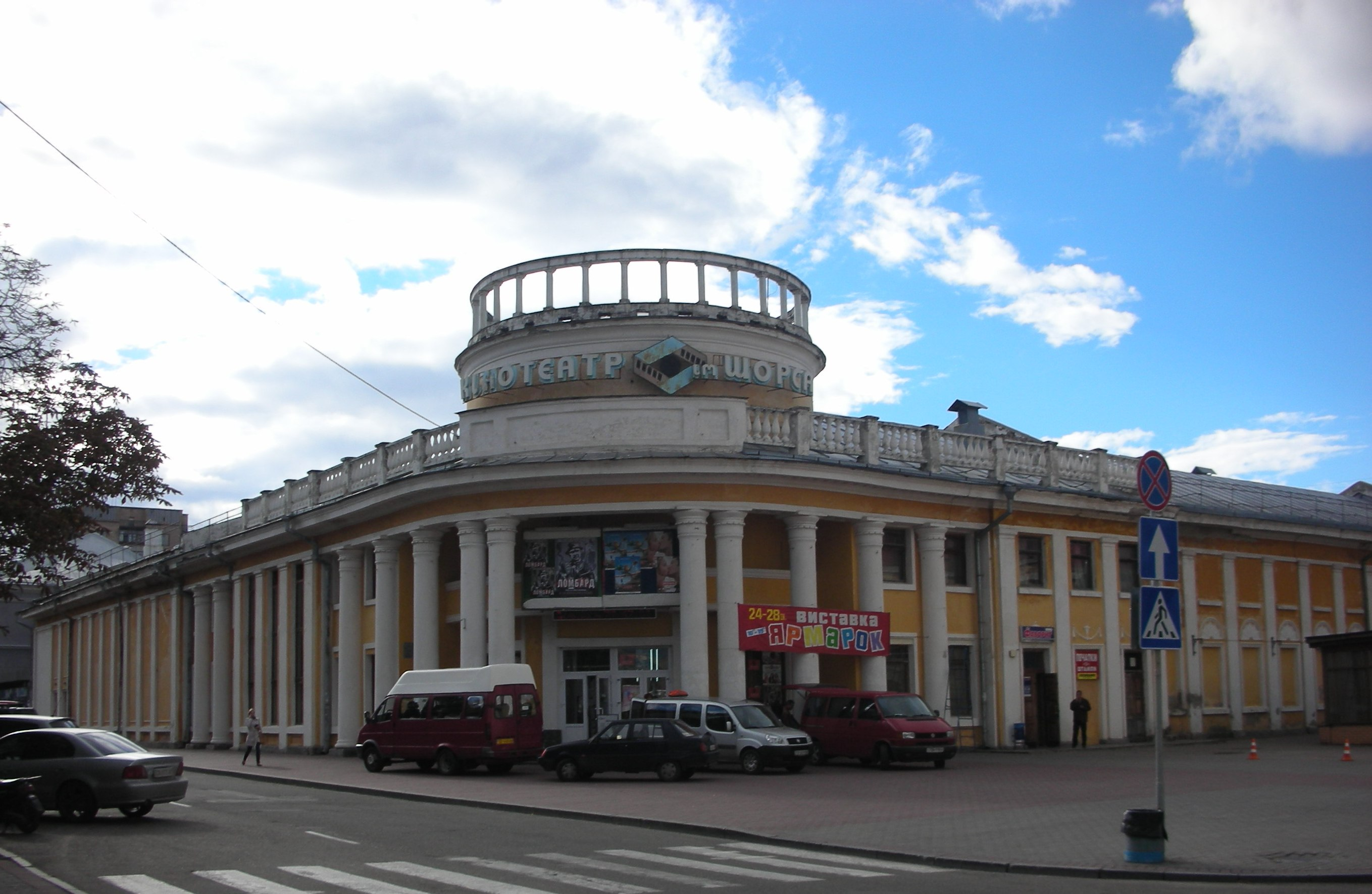
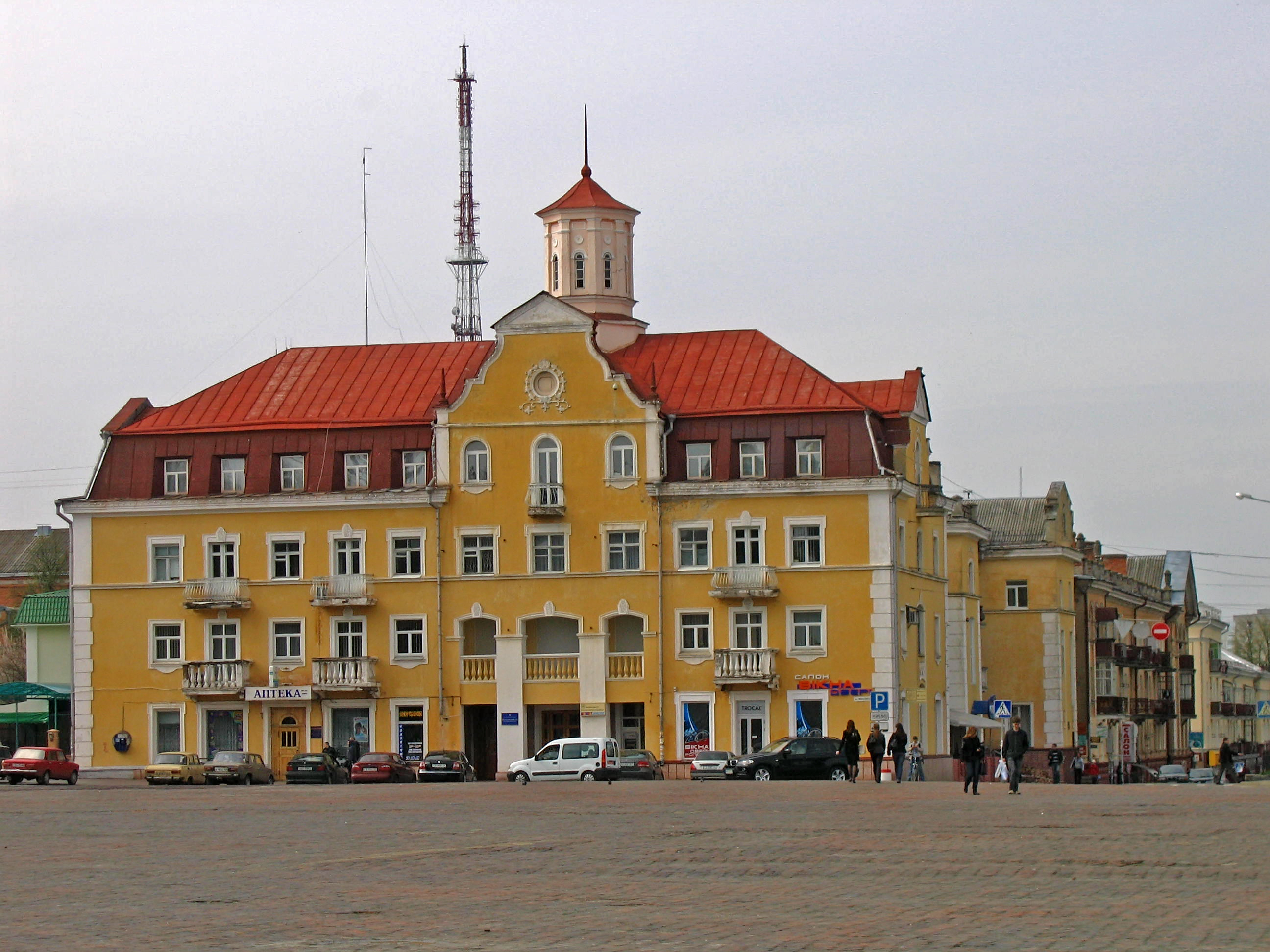
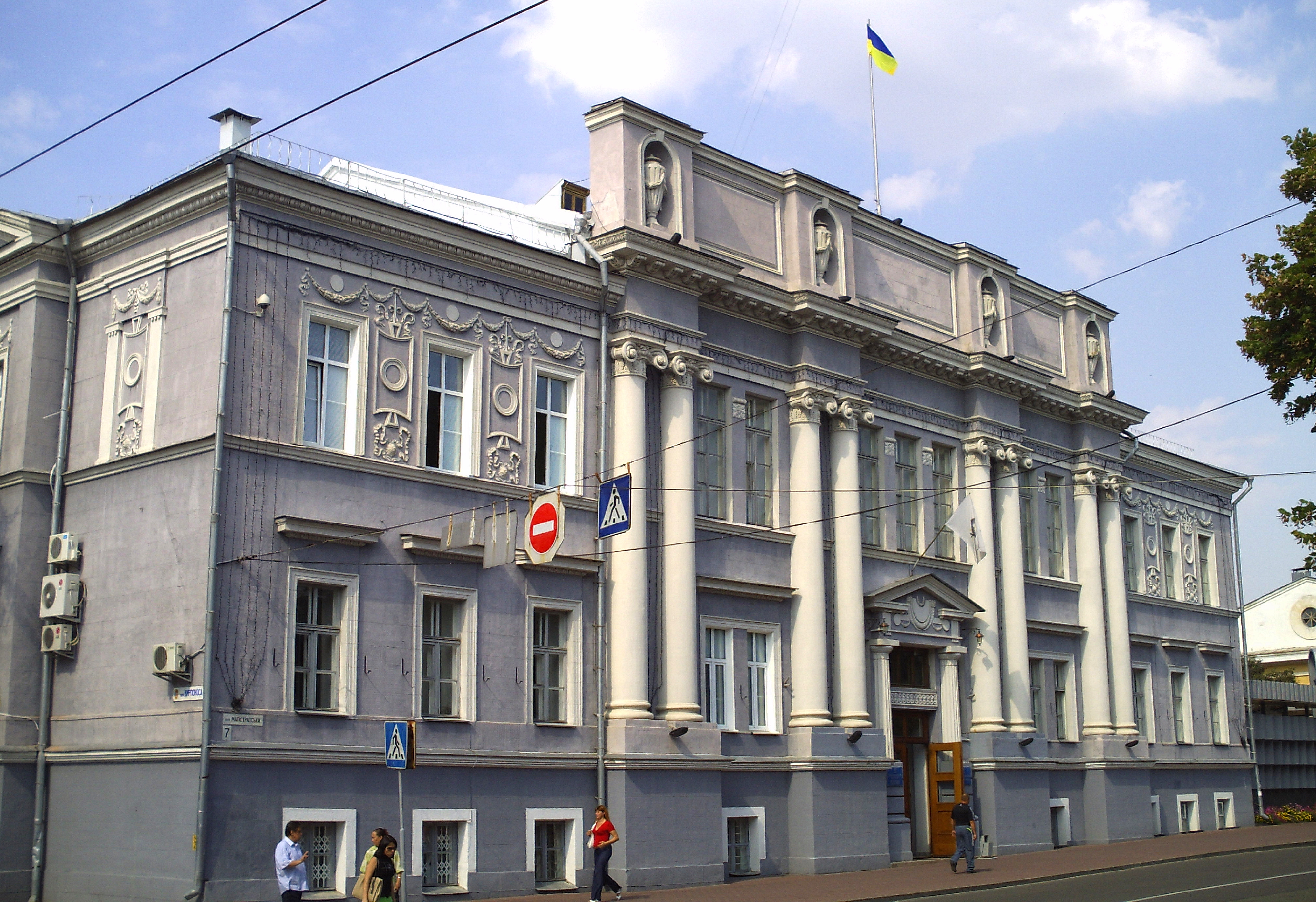
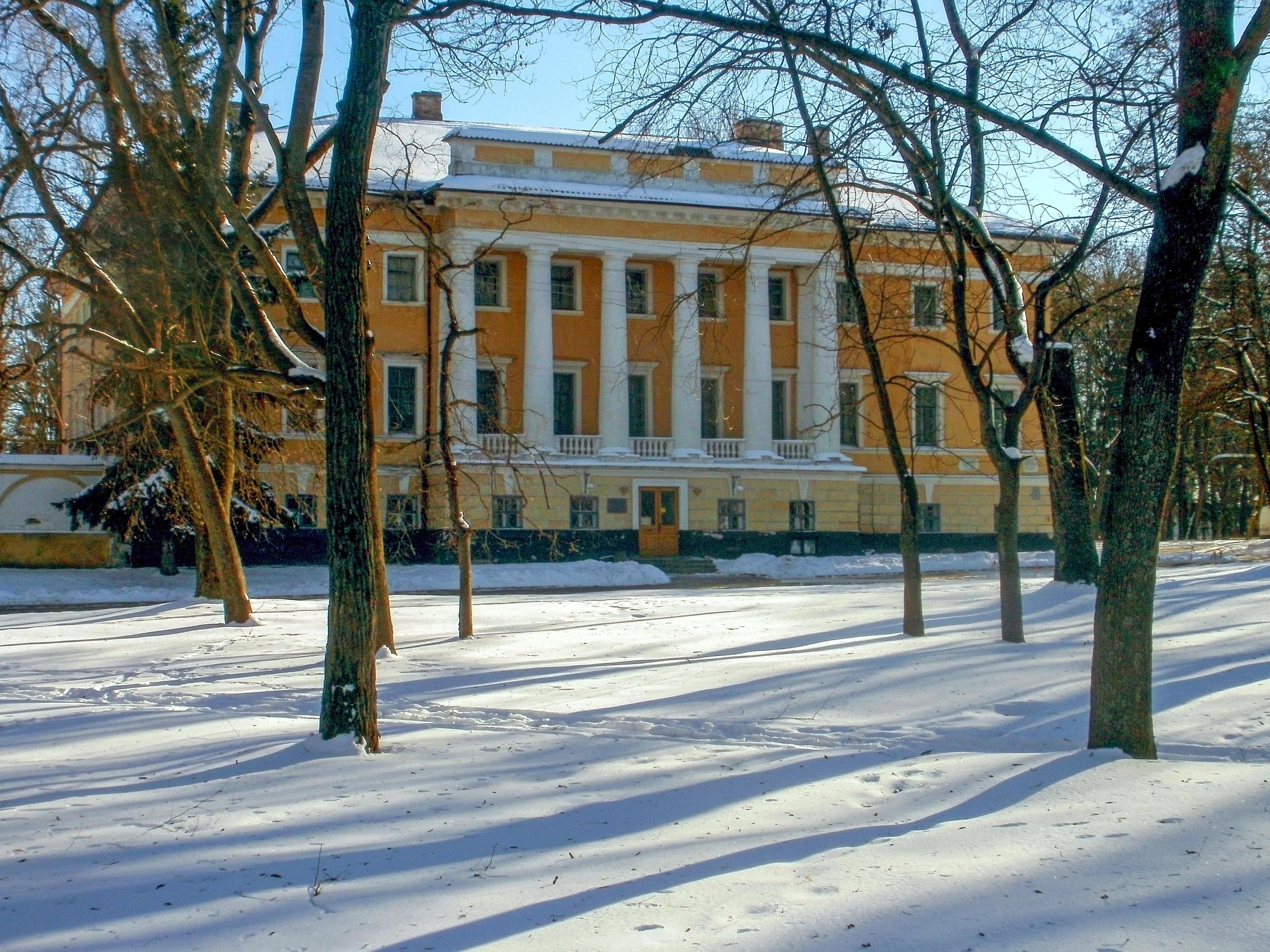
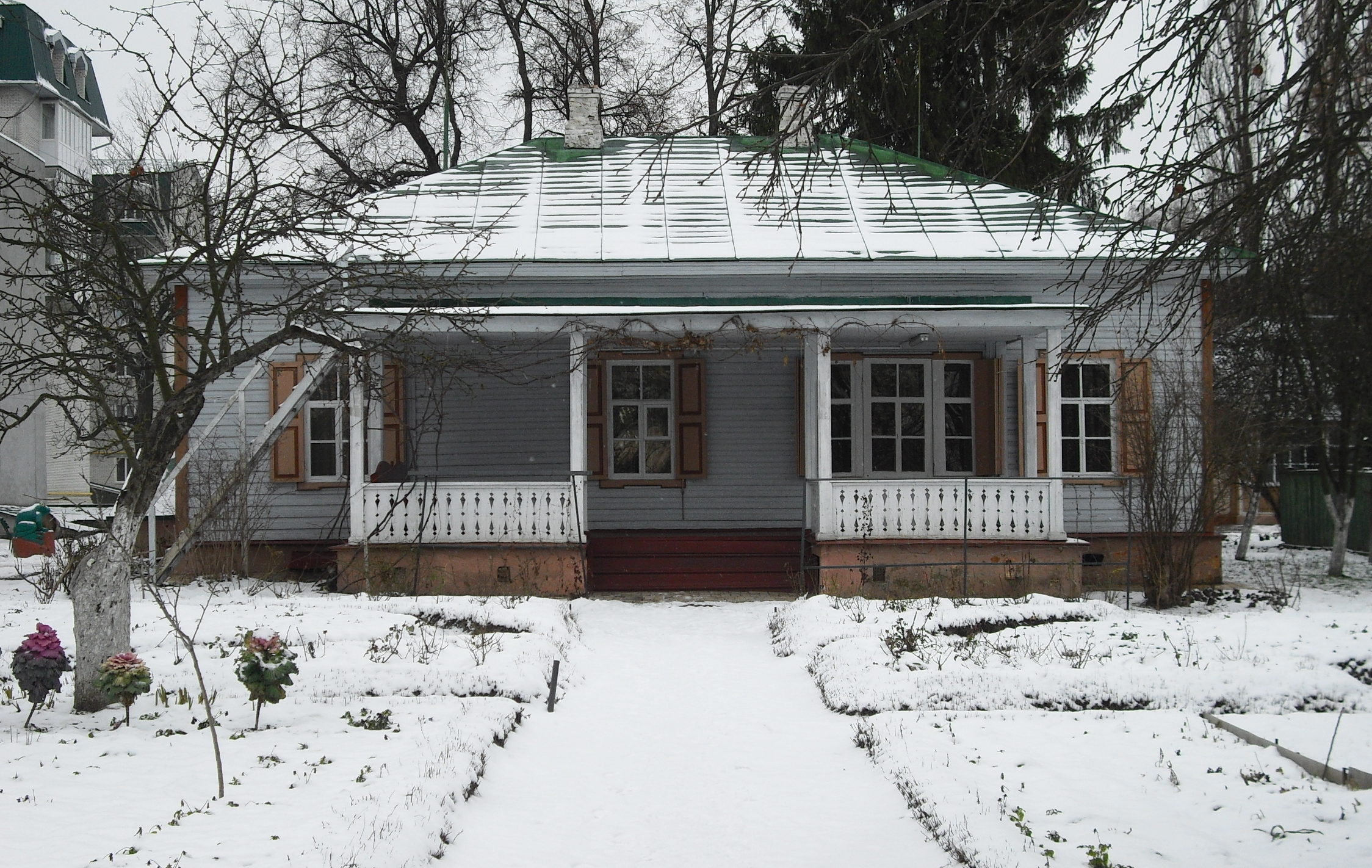
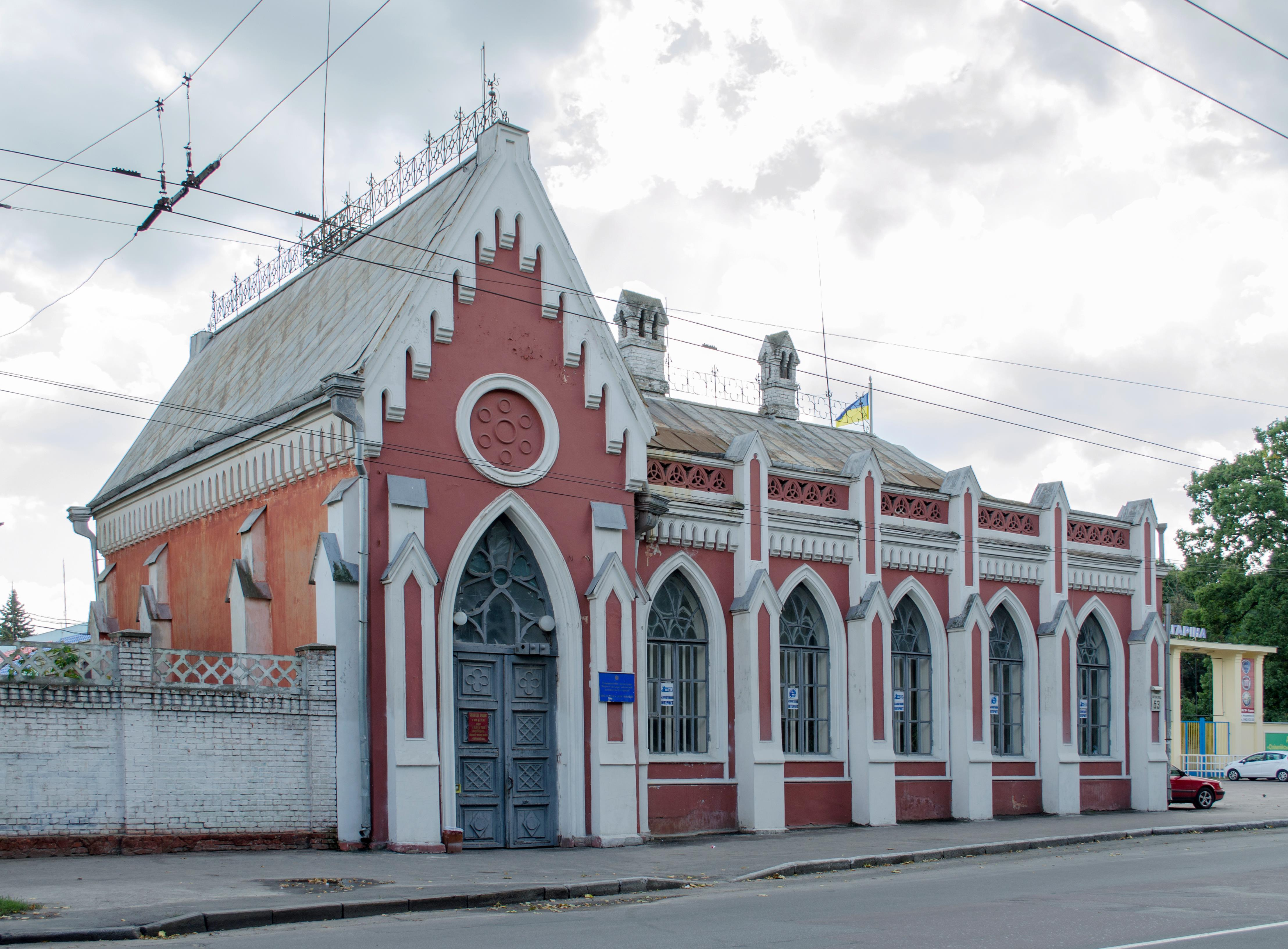
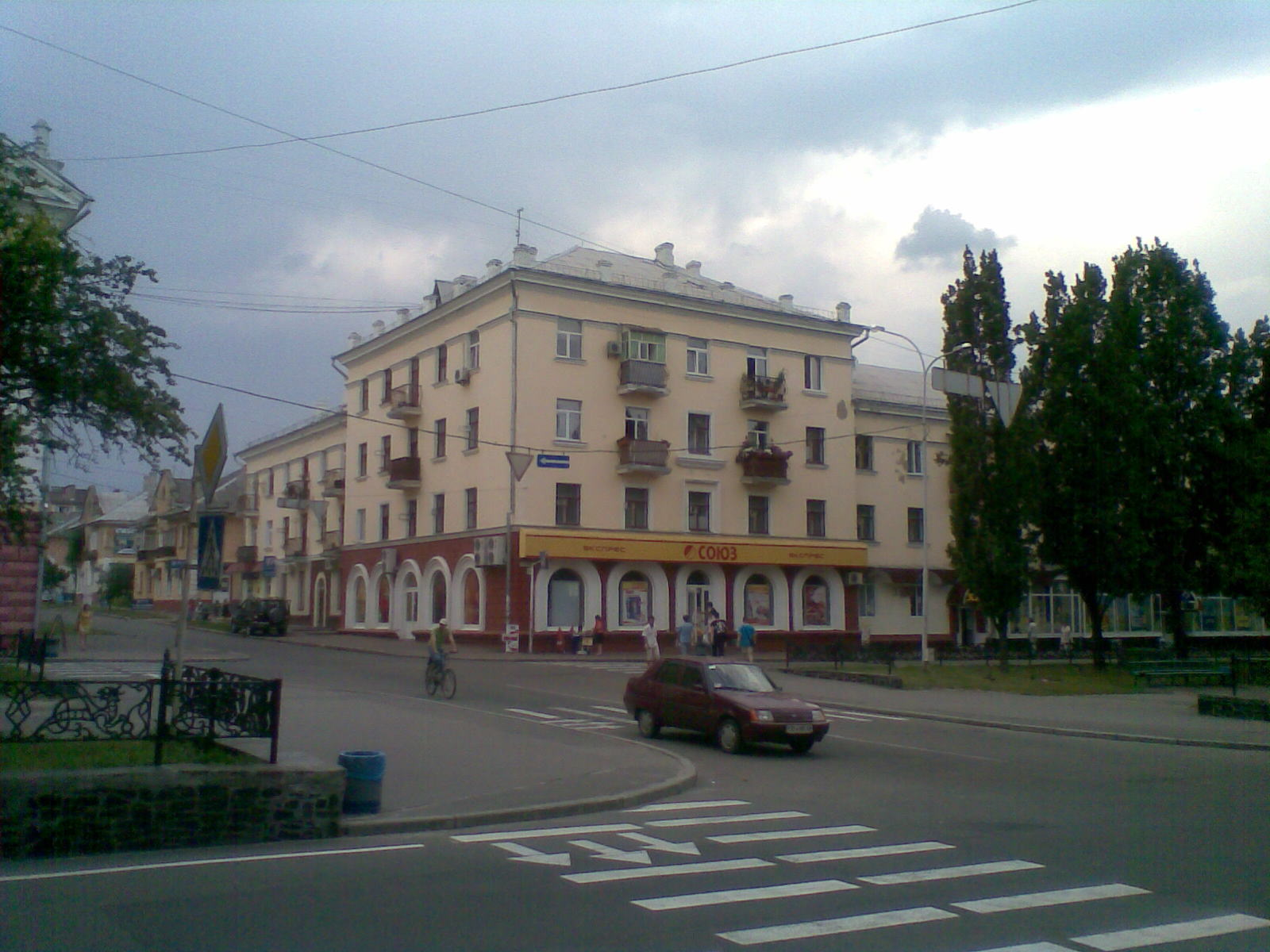
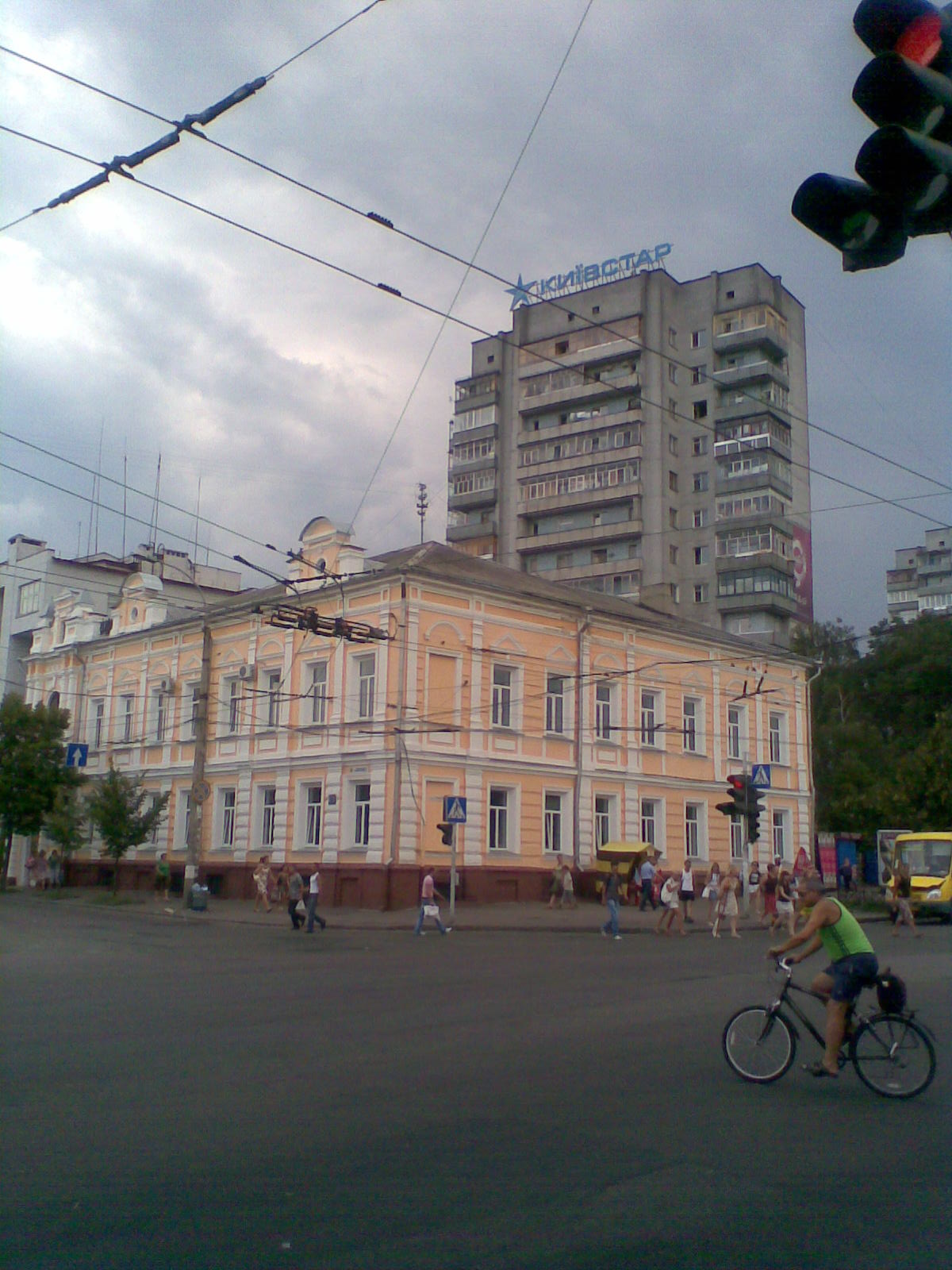
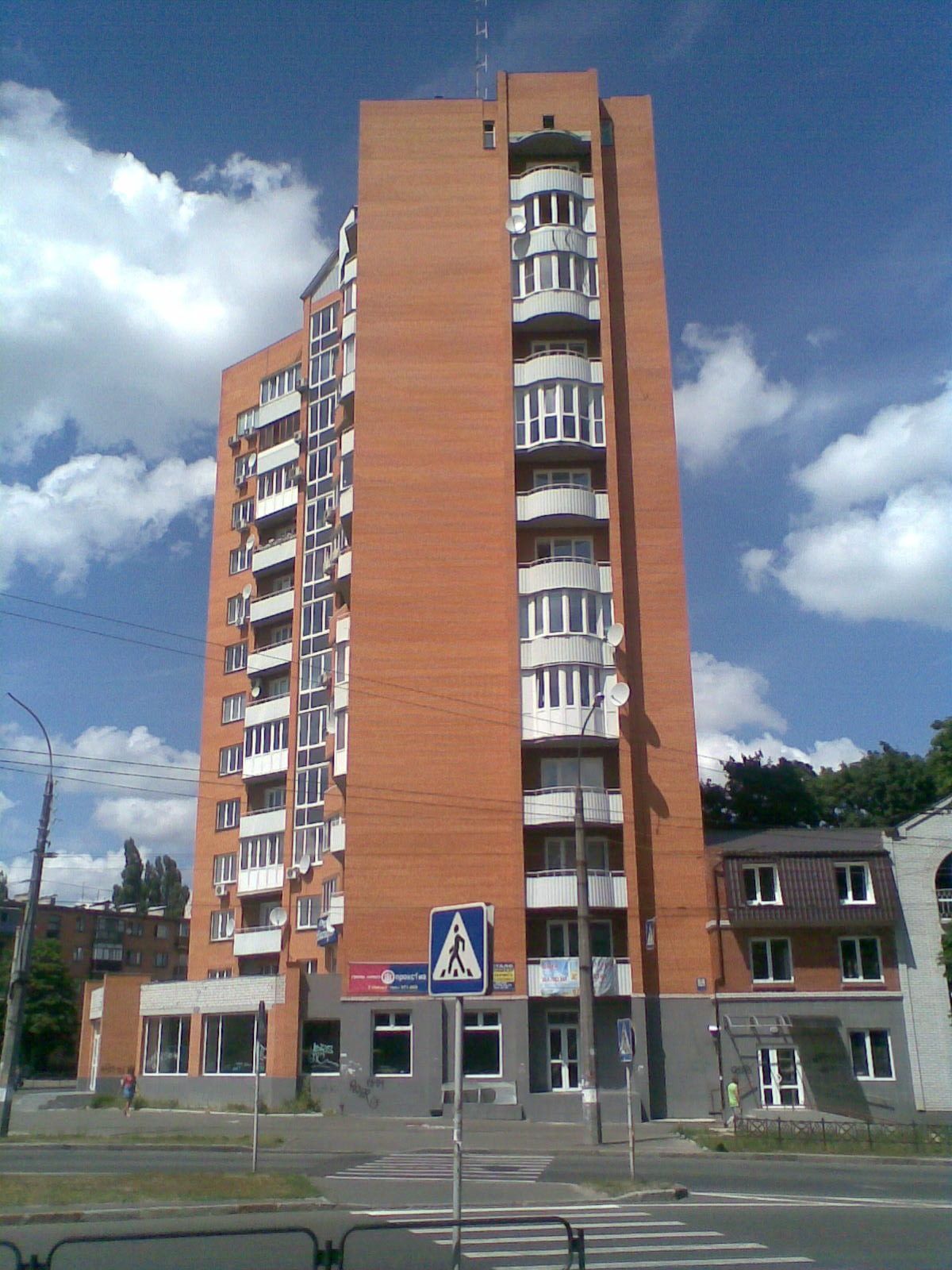
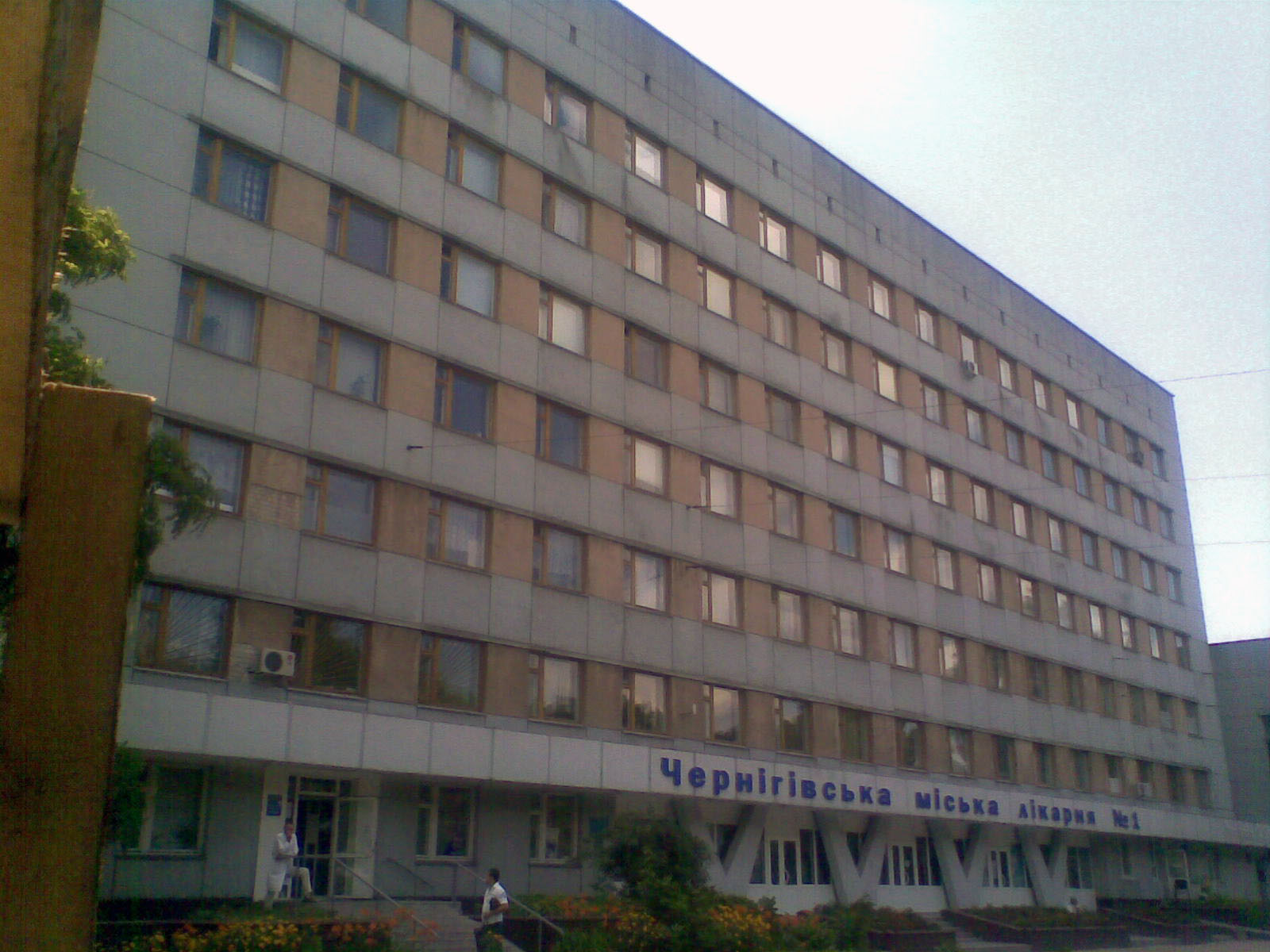
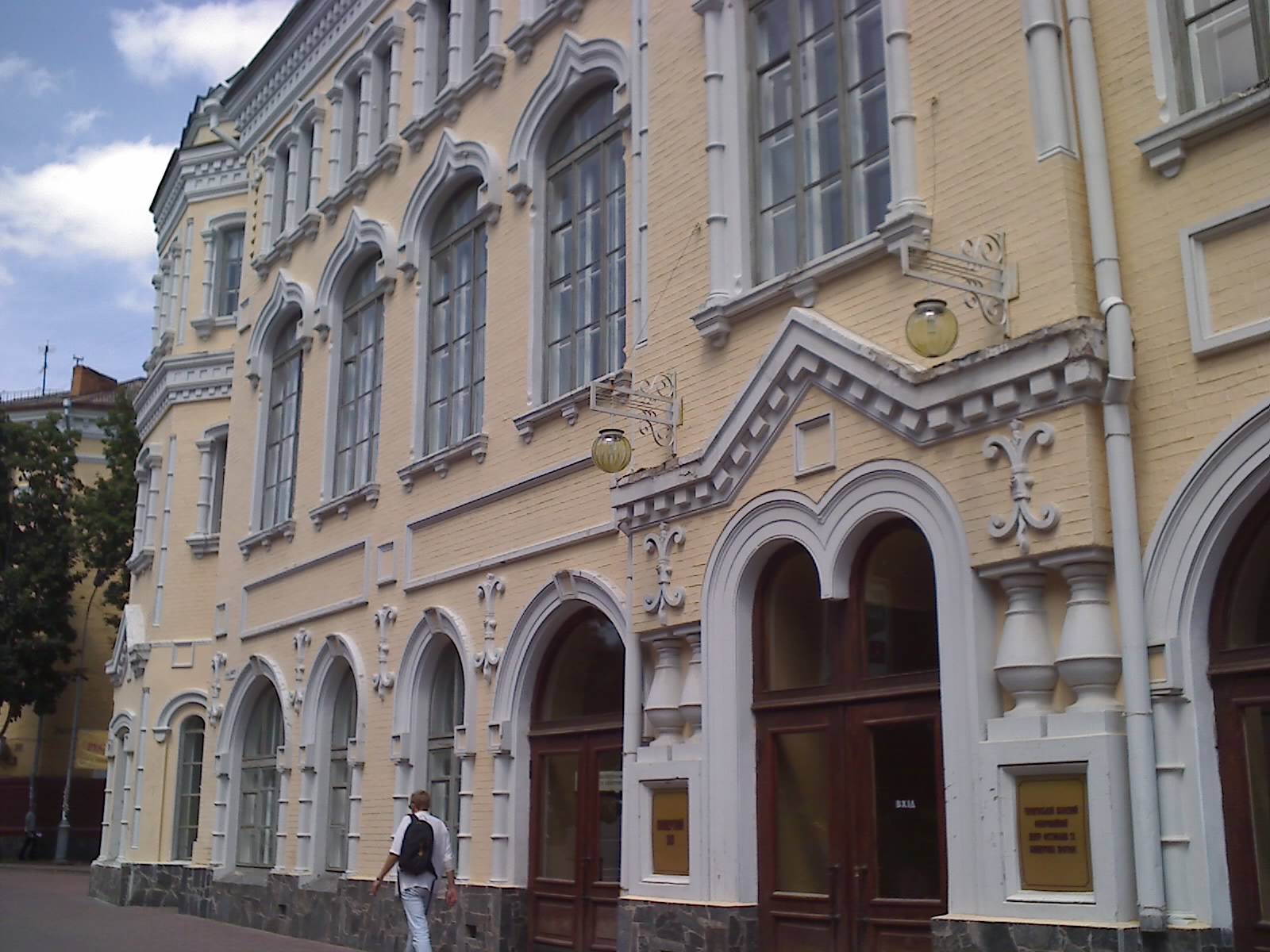
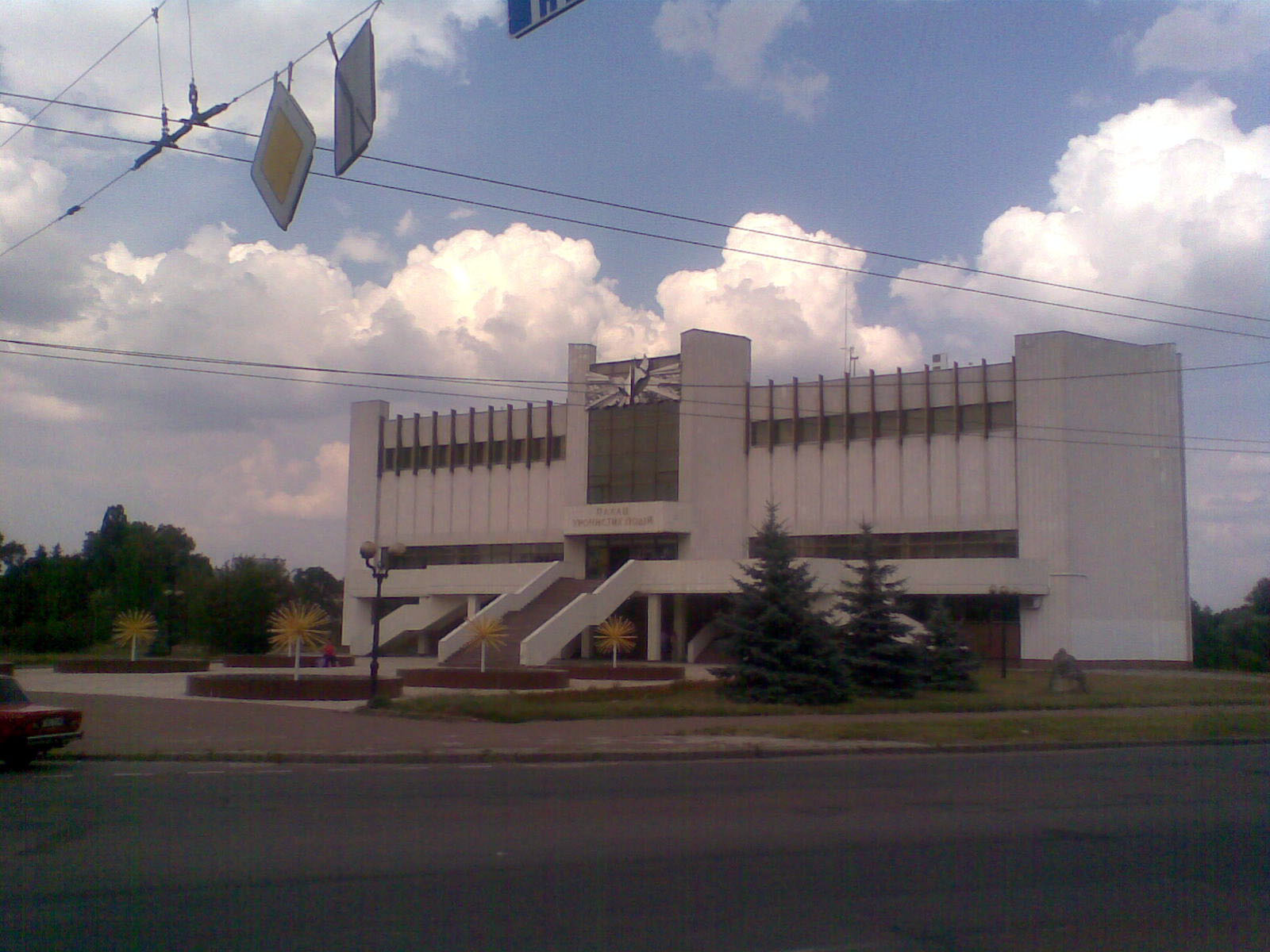
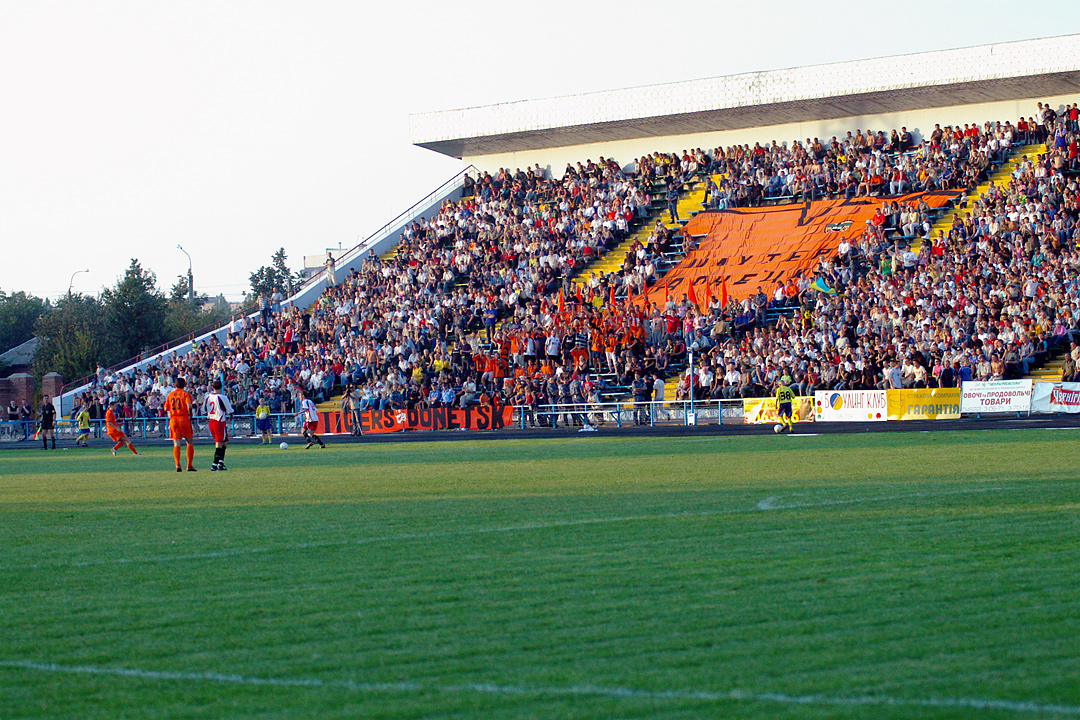